# Solarana (kommunhuvudort)
Solarana är en kommunhuvudort i Spanien.   Den ligger i provinsen Provincia de Burgos och regionen Kastilien och Leon, i den centrala delen av landet, 170 km norr om huvudstaden Madrid. Solarana ligger 903 meter över havet och antalet invånare är 102.
Terrängen runt Solarana är varierad. Runt Solarana är det mycket glesbefolkat, med 4 invånare per kvadratkilometer. Närmaste större samhälle är Lerma, 10,3 km nordväst om Solarana. Trakten runt Solarana består till största delen av jordbruksmark.